# Synapturanus
Synapturanus és un gènere de granotes de la família Microhylidae que es troba a Colòmbia, Surinam, Guaiana Francesa, Guaiana, Veneçuela i al nord del Brasil.

## Taxonomia
- Synapturanus mirandaribeiroi (Nelson & Lescure, 1975).
- Synapturanus rabus (Pyburn, 1977).
- Synapturanus salseri (Pyburn, 1975).